# 尼格拉城門

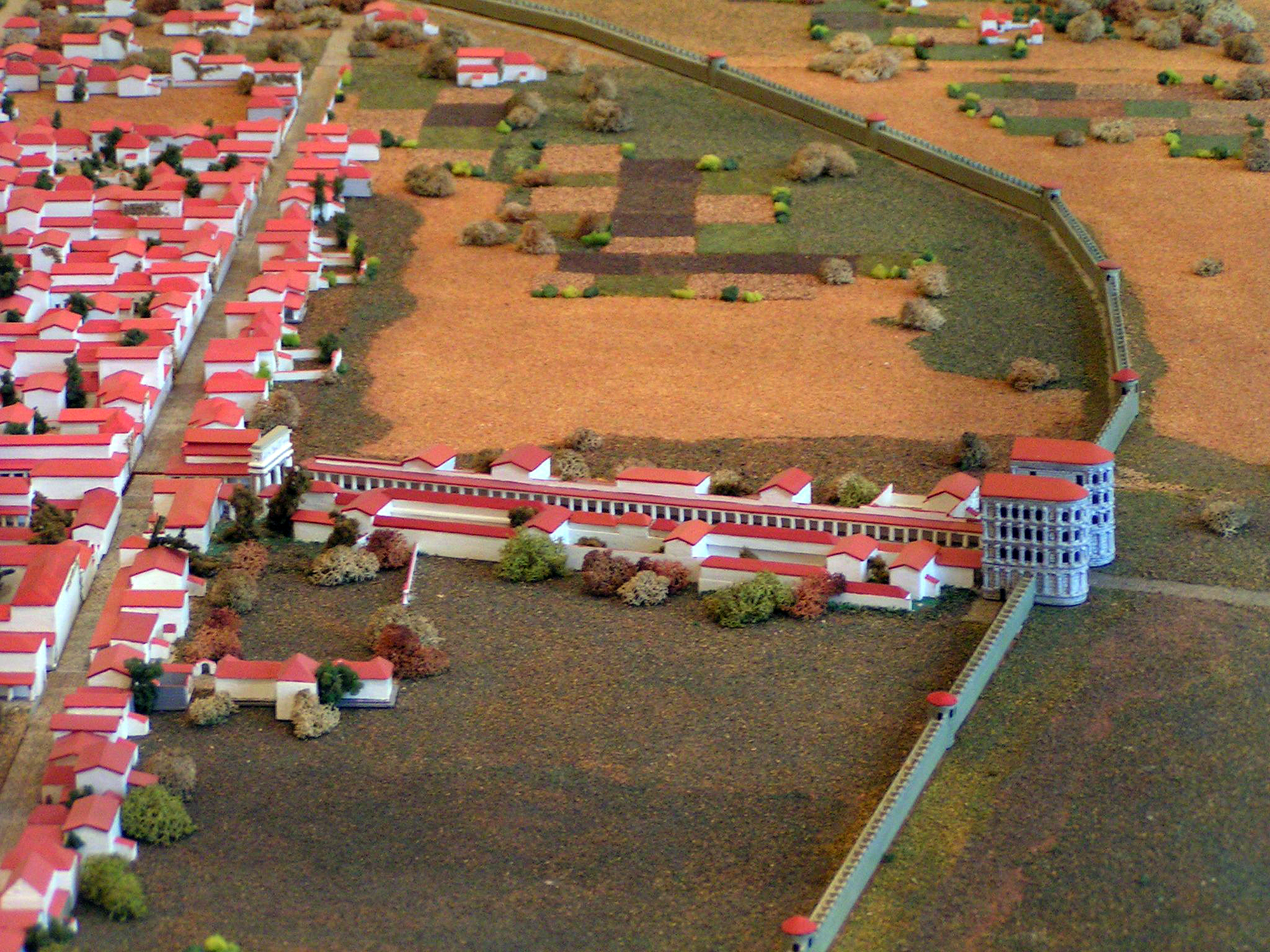
公元四世纪时的大黑门.

尼格拉城門（Porta Nigra，又稱黑城門）位於德國特里爾，為古羅馬時期的城門，是特里尔城市的象征。尼格拉城门是阿尔卑斯山以北保存最完好的古罗马时代城门，1986年與特里爾其他古羅馬遺址及大教堂一起被聯合國教科文組織指定為世界文化遺產。

## 名称

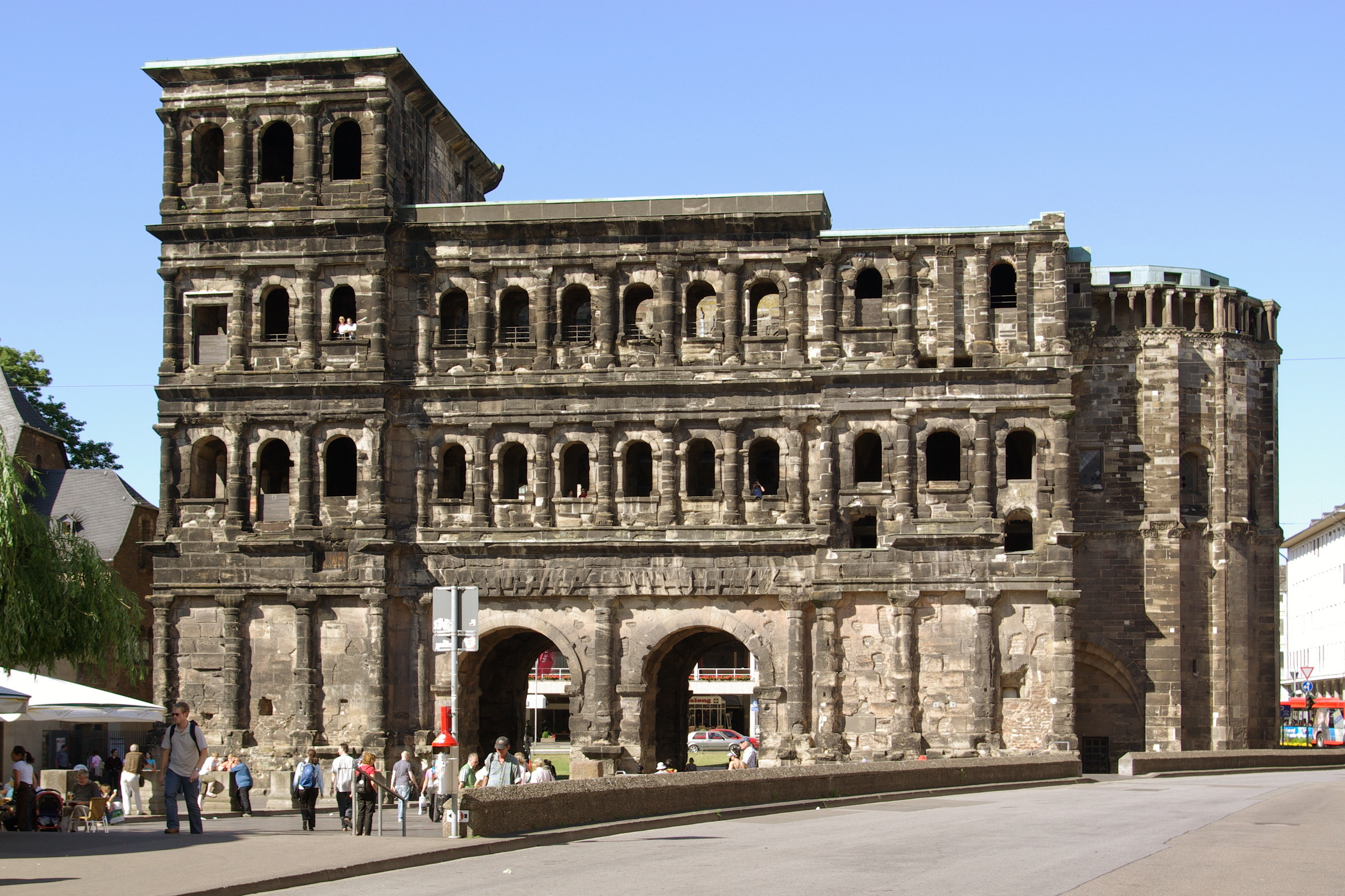
从特里尔城内看尼格拉城门

“Porta Nigra”是拉丁语，意思是“黑城门”，这个名称起源于中世纪，由于城门由灰色的砂岩砌成，经风化变得深色，因而得名。另一个名称“Porta Martis”意为“战神之门”，特里尔人也将其简称为Porta。“大黑门”和“战神之门”的名称第一次出现在12世纪的一部作品Gesta Treverorum中：“特雷维尔人以战神玛尔斯的名字命名这座城门，他们从这座城门出征作战；而当他们从战场上战败归来，也从这座城门入城，黑城门即因悲伤得名”，这部作品认为特里尔是凯尔特族特雷维尔人在公元前2003年建造的，而非古罗马人。
除了特里尔城北的黑城门，特里尔还有城东的“白城门”（Porta Alba）、城南的“中城门”（Porta Media）和罗马人桥上的“著名的城门”（Porta Inclyta）。

## 历史

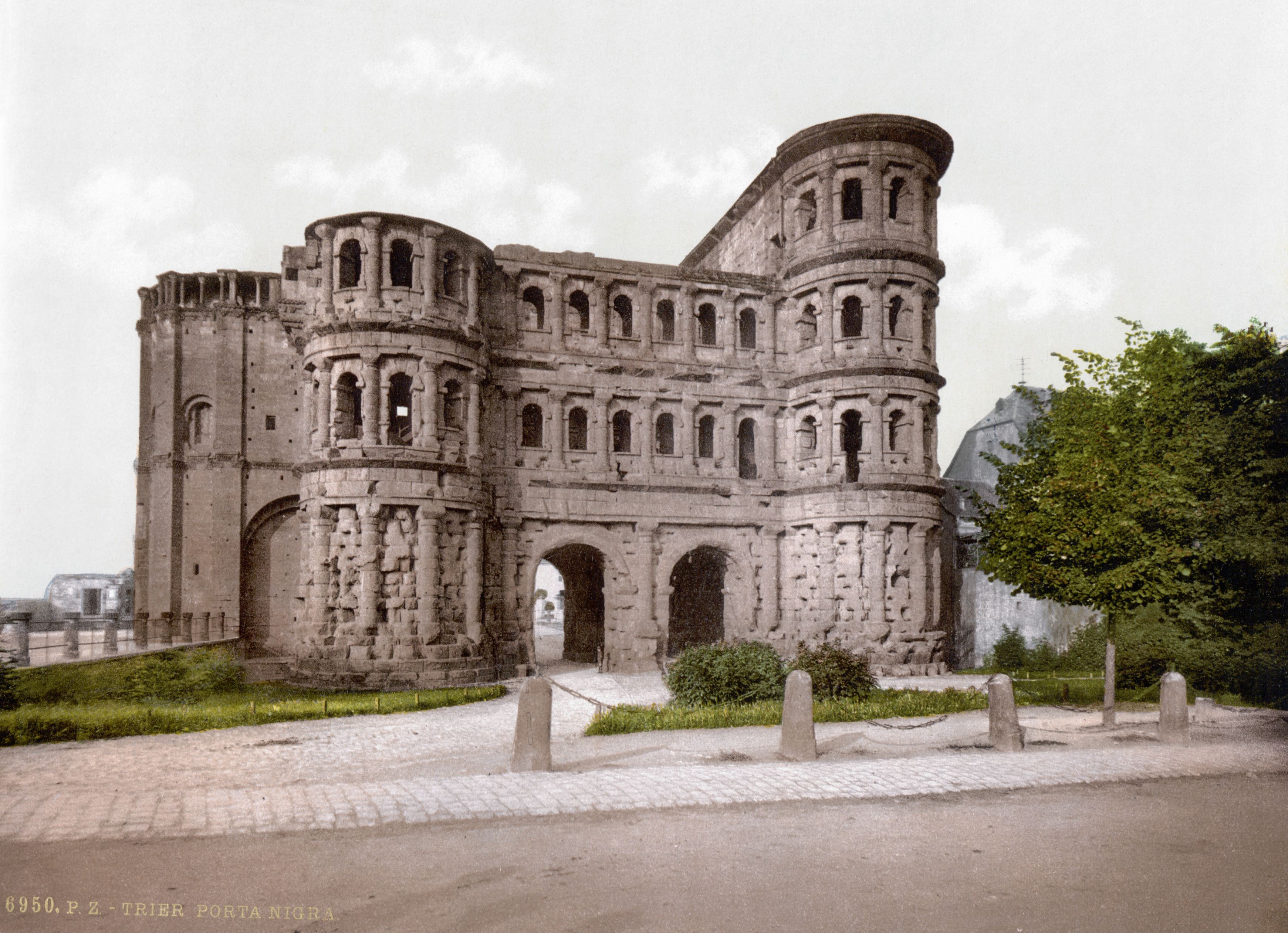
约1900年时的尼格拉城门

尼格拉城门初建于约180年，是凯尔特族特雷维尔人的城市——奥古斯塔·特里沃鲁姆（Augusta Treverorum；今德國特里尔）的北城门，当时的古罗马人喜欢用大块的立方形砖石建造建筑，尼格拉城门中最大的一块重达6吨。从附近开采的砂岩块由青铜锯切割，不用水泥堆积而成，水平的石与石之间用铁钩固定。尼格拉城门的建造经历了2到4年的时间，但并没有完全完工。比如用于安装铰链的孔眼已经钻好，但是城门转轴仍未处理完毕，使得一直没能安置上可以移动的城门。
拜占庭的希腊僧侣西蒙（Simeon）在1028年后隐居在尼格拉城门建筑中，他在1035年去世后被葬在城门底楼，并被奉为圣人。为了纪念他，特里尔人在尼格拉城门中建造了两层楼的教堂，如今仍能见到城门上教堂半圆形的后殿。因为教堂只需要一座塔楼，城门的另一座塔楼当时便被拆除了，这一重大的改建至今仍在城门上留下了痕迹。尼格拉城门作为城市北门的作用，被紧挨尼格拉城门东侧的西蒙城门替代，西蒙城门比尼格拉城门小，由一座建于1389年的塔楼防御。直至1804年至1809年城门内的教堂建筑被拿破仑下令拆除。
1986年，尼格拉城门和特里尔的其他古罗马时代文化遗迹，入选联合国教科文组织的世界遗产名录。

## 城市象征

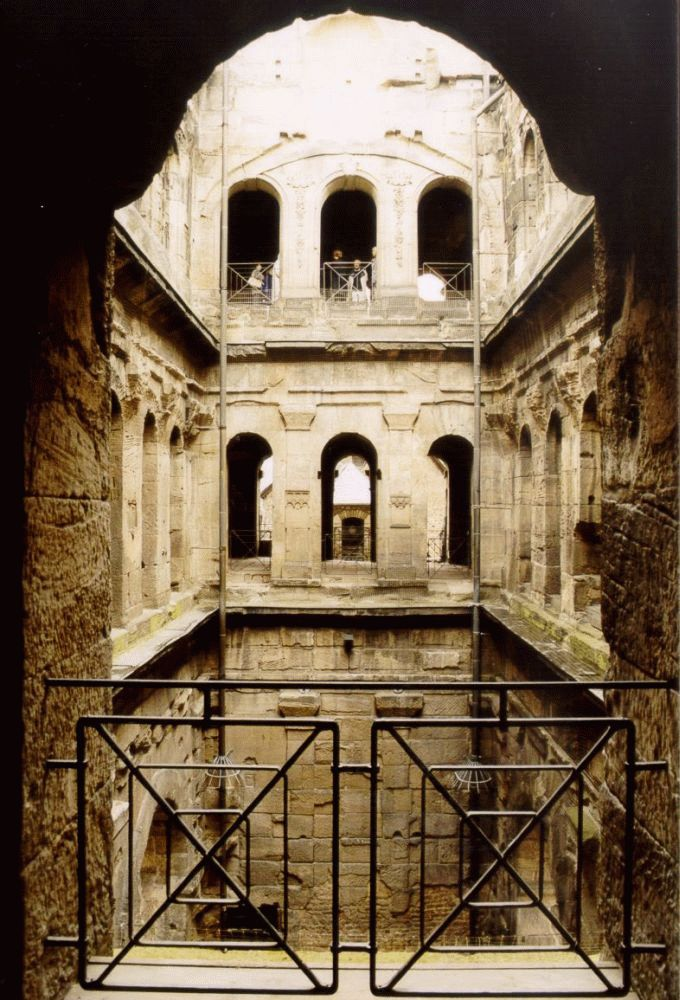
尼格拉城门内部

作为特里尔的城市象征，尼格拉城门经常出现在德国的邮票上。1940年尼格拉城门第一次出现在纳粹德国的邮票上；1947年和1948年又作为莱茵兰-普法尔茨州的标志先后两次出现在邮票上；德国联邦邮政在1984年特里尔建城2000年时，发行了一枚80芬尼的尼格拉城门特种邮票；2002年又发行了一枚尼格拉城门的1欧元普通邮票。
2006年起德国每年发行一枚以各联邦州为主题的2欧元纪念币，2017年为莱茵兰-普法尔茨州，纪念币计划将以尼格拉城门作为该州的主题。